# Bruce Sinofsky
Bruce Sinofsky (Boston, 31 marzo 1956 – 21 febbraio 2015) è stato un regista, produttore cinematografico e montatore statunitense, che ottenne una nomination per l'Oscar al miglior documentario nel 2012 per Paradise Lost 3: Purgatory.

## Filmografia
- Brother's Keeper (1992)
- America Undercover (1992)
- Frontline (1995)
- Paradise Lost: The Child Murders at Robin Hood Hills (1996)
- Where It's At: The Rolling Stone State of the Union (1998)
- FanClub (2000)
- Paradise Lost 2: Revelations (2000)
- American Masters (2001)
- One Who Day (2002)
- Hollywood High (2003)
- Metallica: Some Kind of Monster (2004)
- Iconoclasts (2005-2010)
- Ten Days That Unexpectedly Changed America (2006)
- Addiction (2007)
- San Quentin Film School (2009)
- Paradise Lost 3: Purgatory (2011)
- Oprah Presents: Master Class (2011-2012)